# The Trap (2023)
The Trap ist ein Filmdrama von Lena Headey. Die Premiere des Films, der auf Headeys gleichnamigem Kurzfilm basiert, erfolgte Ende Oktober 2023 beim Austin Film Festival.

## Produktion
Regie führte die fünffach für den Emmy nominierte Schauspielerin und Produzentin Lena Headey, bekannt für Filme wie 300 und Stolz und Vorurteil und Zombies und aus der Fernsehserie Game of Thrones. Die Britin schrieb auch das auf ihrem gleichnamigen Kurzfilm von 2019 basierende Drehbuch, der im darauffolgenden Jahr im Rahmen der British Academy Film Awards nominiert wurde. The Trap ist ihr Spielfilmdebüt als Regisseurin. Mit ihrem Produktionsunternehmen PeepHole Productions tritt sie auch als Produzentin des Films in Erscheinung.
Die Hauptrollen übernahmen Michelle Fairley, Steven Waddington, James Nelson-Joyce, Hannah Chinn, Olivia Frances Brown und Larissa Murray. Fairley, Nelson-Joyce und Murray waren bereits in Headeys Kurzfilm zu sehen.
Den Vertrieb des Films übernahm Goldfinch Entertainment. Die Premiere von The Trap fand am 29. Oktober 2023 beim Austin Film Festival statt, wo der Film als Centerpiece gezeigt wurde. Ende Februar, Anfang März 2024 wurde er beim Mammoth Film Festival vorgestellt. Ende April 2024 wird er beim Atlanta Film Festival gezeigt.

## Auszeichnungen
Mammoth Film Festival 2024
- Nominierung in der Kategorie Achievement in Filmmaking – Regie und Drehbuch (Lena Headey)[7]